# Википедија на мађарском језику
Википедија на мађарском језику (мађ. Magyar Wikipédia) је верзија Википедије на мађарском језику, слободне енциклопедије, која данас има 557.756 чланака и заузима на листи Википедија 25. место.